# 뉴리 몬 구

뉴리 몬 구의 위치

뉴리 몬 구(영어: Newry and Mourne District, 아일랜드어: Ceantar an Iúir agus Mhúrn)는 2015년까지 존재했던 북아일랜드의 옛 구였다. 행정 중심지는 뉴리이며 면적은 902km2, 인구는 99,900명(2010년 기준), 인구 밀도는 111명/km2이다.

## 구 정보
- 행정 중심지: 뉴리
- 면적: 902km2
- 인구: 99,900명 (2010년 기준)
- 인구 밀도: 111명/km2
- ISO 3166-2 코드: GB-NYM
- ONS 코드: 95P
- 종교 분포: 천주교 80.6%, 개신교 18.5%